# 17號州際公路
17號州際公路（英語：Interstate 17，簡稱I-17）是美國州際公路系統的一部份，全部位於亞利桑那州。全長145.76英里（234.58公里），呈南北走向，連接州府鳳凰城（與10號州際公路交匯）和弗拉格斯塔夫（與40號州際公路交匯）。